# Alexander Liebreich

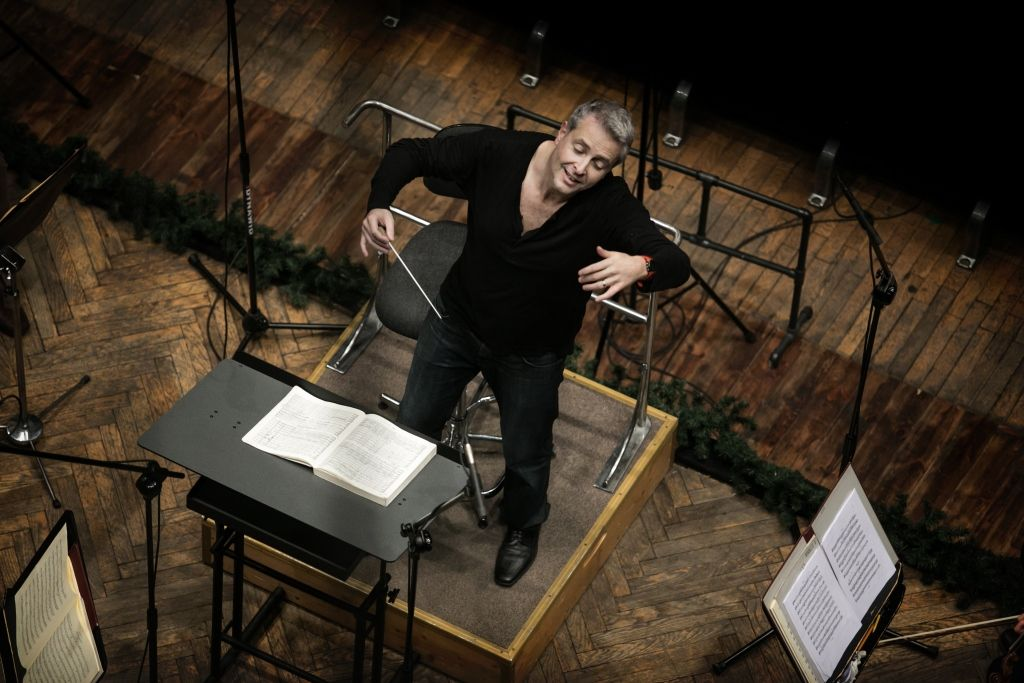
Alexander Liebreich

Alexander Liebreich (n. 25 mai 1968, Regensburg, Germania) este un dirijor german.

## Biografie
Deja la vârsta de 17 ani Liebreich fondează în Regensburg, orașul lui natal, un cor de muzică de cameră. A studiat romanistică, muzicologie, cânt și dirijat.
Nu mult timp după terminarea studiilor, în 1996, a câștigat renumitul concurs de dirijat denumit după dirijorul rus Kiril Kondrașin (1914-1981). A fost mai apoi asistent la dirijorii Colin Davis și Roberto Abbado la Opera de stat bavareză (Bayerische Staatsoper). Dirijorul neerlandez Edo de Waart îl aduce la Radio Filharmonisch Orkest din Hilversum, orchestră cu care susține o serie de concerte în sala Concertgebouw din Amsterdam. 
Liebreich a stat la pupitrul mai multor orchestre renumite: Koninklijk Concertgebouworkest, Orchestre National de Belgique, BBC Symphony Orchestra, Münchner Philharmoniker, Deutschen Kammerphilharmonie Bremen și Rundfunk-Sinfonieorchester Berlin. Începînd din sezonul 2006/07 este dirijor șef și director artistic la Orchestra de cameră München (Münchener Kammerorchester). În decembrie 2009, la un concert de abonament al orchestrei Radiodifuziunii bavareze, l-a înlocuit cu succes pe Riccardo Muti (care se îmbolnăvise de gripă),  având la dispoziție doar o noapte pentru studiul partiturilor
În toamna anului 2003 a fost profesor la „University of Phenian“ din Coreea de Nord.
A fost desemnat director artistic al festivalului Tongyeong International Music Festival (TIMF) din Coreea de Sud, urmând să preia acest post în 2011. 
În decembrie 2008 a fost ales ca membru în adunarea Institutului Goethe, un organ cultural important al Germaniei.
Soția lui, balerina Simone Geiger, activează la Nederlands Dans Theater.